# استاماتیوس نیکولوپولوس
استاماتیوس نیکولوپولوس (یونانی: Σταμάτης Νικολόπουλος) دوچرخه‌سوار اهل یونان بود.
از افتخارات وی میتوان به کسب مدال نقره اسپرینت و تایم تریل در بازی‌های المپیک تابستانی ۱۸۹۶ اشاره کرد.